# Tracy-le-Val
Tracy-le-Val település Franciaországban, Oise megyében. Lakosainak száma 1041 fő (2022. január 1.). Tracy-le-Val Bailly, Carlepont, Moulin-sous-Touvent és Tracy-le-Mont községekkel határos.

## Népesség
A település népessége az elmúlt években az alábbi módon változott:
| Lakosok száma | 1075 | 1099 | 1138 | 1095 | 1082 | 1068 | 1063 | 1053 | 1041 |
|               | 2013 | 2015 | 2016 | 2017 | 2018 | 2019 | 2020 | 2021 | 2022 |